# Loxozona nitens
Loxozona nitens är en fjärilsart som beskrevs av Rothschild. Loxozona nitens ingår i släktet Loxozona och familjen björnspinnare. Inga underarter finns listade i Catalogue of Life.